# Майори (Юрмала)
Ма́йори (латыш. Majori; до 1917 года — Майоренгоф) — центральная часть Рижского взморья и города Юрмалы, расположенная в 24 км западнее Риги.
Изначально это территория посёлка Вилдене, купленная маршалом герцогства Курляндия Георгом фон Фирксом в 1674 году и остававшаяся во владении Фирксов в качестве майората вплоть до принятия аграрного закона в 1920 году.
До начала XIX века поместья Майори не существовало, упоминается только корчма (латыш. Majoren Krug). С ростом интереса к Рижскому взморью как месту отдыха, в 1870 году управляющий майорского поместья Древс ликвидировал посёлок Вилдене и выделил на его месте участки под строительство дач. Застройка охватывает дюны и доходит до берега моря.
С момента открытия железной дороги в 1877 году Майоренгоф (ныне Майори) начинает развиваться как один из наиболее оживлённых торговых и развлекательных центров. На главной улице Майори (а впоследствии и всей Юрмалы) — улице Йомас — был разбит концертный сад Хорна, а в 2014 году установлен памятник Райнису и Аспазии.
Застройка Майори между улицами Юрас и Йомас даёт представление о стилистике юрмальской архитектуры в целом, хотя ряд достаточно характерных построек имеется и на других улочках (Лиенес, Пилсоню, Викторияс, Конкордияс и др.).

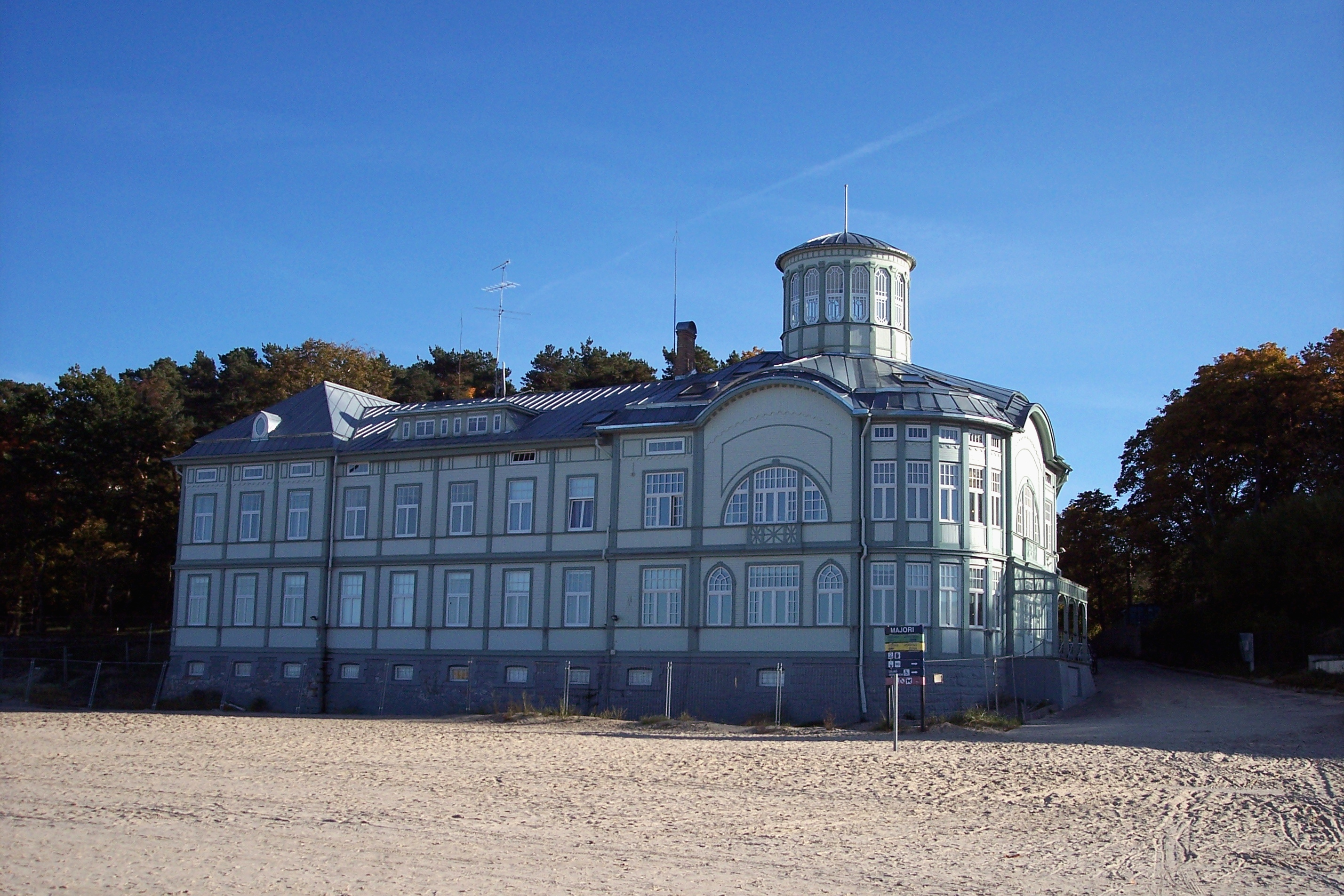
Бывшее пляжное заведение Эмилии Рацене (1916)
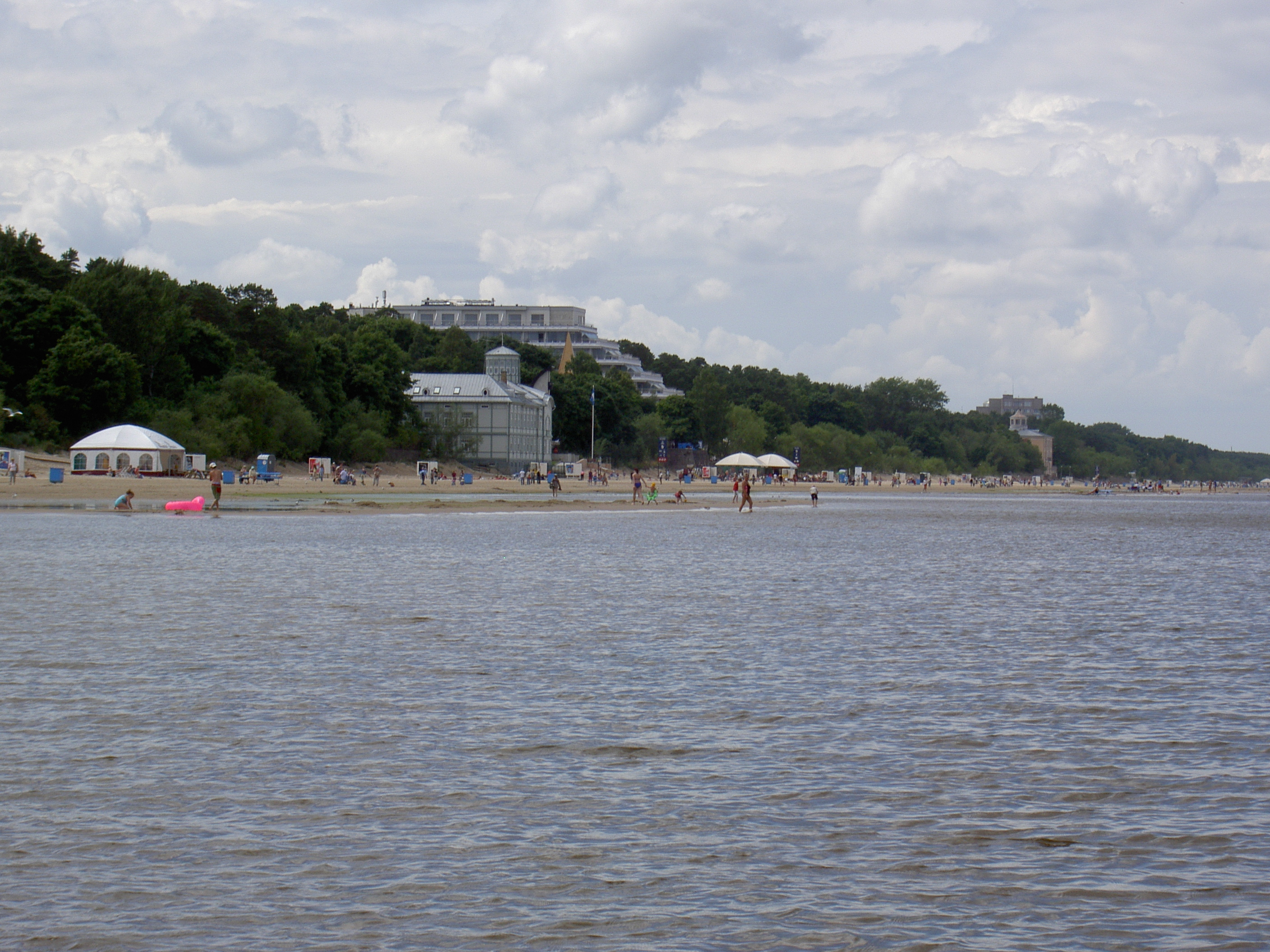
Пляж близ Майори
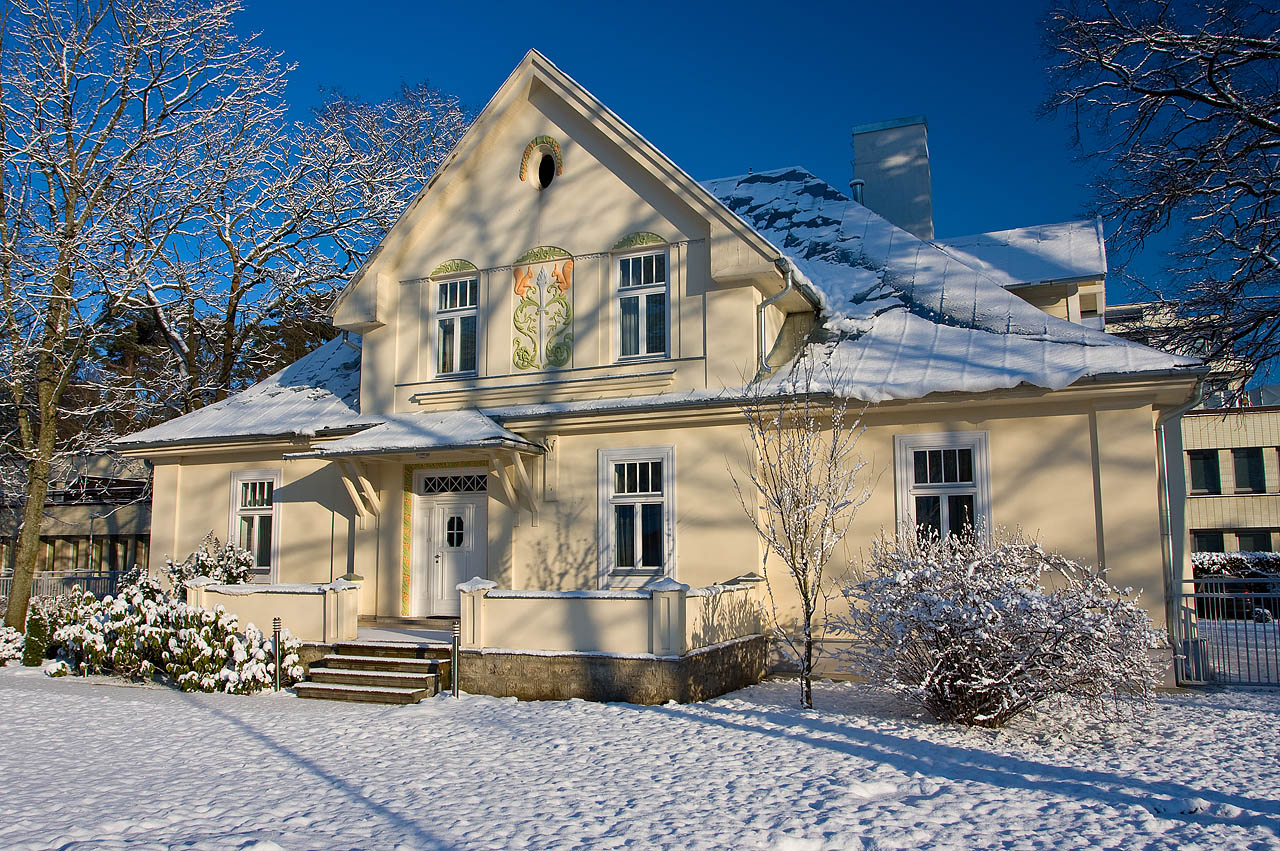
Дача на улице Юрас